# Liste der Bodendenkmale in Velpke
In der Liste der Bodendenkmale in Velpke sind alle Bodendenkmale der niedersächsischen Gemeinde Velpke aufgelistet. Die Quelle ist der Denkmalatlas Niedersachsen.
- Diese Liste erhebt keinen Anspruch auf Vollständigkeit.
- Die Angaben ersetzen nicht die rechtsverbindliche Auskunft der zuständigen Denkmalschutzbehörde.
- Es sind nur Daten aus dem Denkmalatlas verarbeitet.
- Der Stand der Liste ist der 25. August 2024.

Velpke im Landkreis Helmstedt

## Allgemein
In den Spalten finden sich folgende Informationen des Bodendenkmales:
| Lage         | geographische Koordinaten                                                           |
| Bezeichnung  | Bezeichnung lt. Denkmalatlas                                                        |
| Beschreibung | Beschreibung lt. Denkmalatlas                                                       |
| ID           | Objekt-ID                                                                           |
| Bild         | Bild, ggf. zusätzlich mit Link zu weiteren Fotos im Medienarchiv Wikimedia Commons. |

## Velpke

### Velpke 1
- ID: 28993490
- Kattensteine. Gruppe von 3 Steinmalen: Steinkreuz; Kreuzstein; Pfeilartiger Stein.

| Lage                         | Bezeichnung            | Beschreibung | ID       | Bild |
| ---------------------------- | ---------------------- | --- | -------- | ---- |
| 52° 24′ 26″ N, 10° 56′ 21″ O | Velpke 1/1, Steinkreuz | Teil der drei sogenannten Kattensteine. Kreuz mit abgeschlagenen Armstümpfen. H. 1,07 m; gr. Br, 0,69 m. Auf der Oberseite des einen Armes und am Kopf runde, schalenförmige Vertiefungen | 28994499 |      |
| 52° 24′ 26″ N, 10° 56′ 21″ O | Velpke 1/2, Kreuzstein | Teil der drei sogenannten Kattensteine. Aufrecht stehende Steinplatte mit vertieftem, von einem Kreis umschlossenen Kreuz. Gr. H. 0,58 m; gr. Br. 0,69 m                                  | 28994507 |      |
| 52° 24′ 26″ N, 10° 56′ 21″ O | Velpke 1/3, Steinmal   | Teil der drei sogenannten Kattensteine. Pfeilartiger Stein, nach oben schmaler werdend. H. 0,62 m; Br. unten 0,24 m; Br. oben 0,20 m.                                                     | 28994509 |      |

## Wahrstedt
| Lage                         | Bezeichnung        | Beschreibung | ID       | Bild |
| ---------------------------- | ------------------ | --- | -------- | ---- |
| 52° 25′ 15″ N, 10° 58′ 59″ O | Wahrstedt 1, Motte | Annähernd runde Erhöhung von 24 – 28 m Dm. und 2 m H. mit relativ steiler Böschung und flacher, leicht eingedellter Hügelmitte. Die nordwestliche Böschung ist leicht abgestuft. Im östlichen Randbereich von einer Mauer und einem Schuppen geschnitten. Dennoch gut erhalten. Zudem soll auf dem Hügel bis zum 30-jährigen Krieg eine Kapelle oder Klause (=„Klus“) gestanden haben. | 28994622 | BW   |